# Salvador Pons Muñoz
Salvador Pons Muñoz (Oliva, Valencia, 12 de octubre de 1927-Valencia, 7 de agosto de 2009) fue el fundador y primer director del segundo canal de Televisión Española, conocido en la actualidad como La 2.

## Biografía
Realizó estudios de Derecho y fue distinguido como Premio Extraordinario de Derecho en la Universidad de Madrid en 1950.
Su desarrollo laboral está ligado a la cultura desde sus inicios, siendo redactor en la revista Ateneo, publicó cuatro colaboraciones en Arbor y tradujo un libro de Kolnai para la editorial BPA.
Ingresó por oposición en el Cuerpo de Técnicos de Información y Turismo el 15 de marzo de 1955.
Desde el 30 de octubre de 1956 hasta 1957 es nombrado Secretario General de la Dirección General de Información y nombrado Comisario para el Año santo jacobeo de 1956 al frente del Patronato de la Ciudad con el encargo de reconducir el Camino de Santiago. También es nombrado Comisario de los Actos Conmemorativos del V Centenario del Misterio de Elche.
Entre 1958 y 1964 es nombrado jefe del Servicio de Publicaciones de Turismo.
El 1 de enero de 1965 se inician las emisiones en prueba del segundo canal de TVE, fundado y dirigido por él desde sus inicios hasta 1970, abriendo una puerta a la cultura en plena dictadura.
El 23 de enero de 1969 es nombrado Comisario General de la Música y cesado en el cargo el 14 de diciembre de 1970.
Posteriormente fue director de Radio Nacional de España entre los años 1972 y 1974.

## Distinciones
- Premio Extraordinario de Derecho en la Universidad de Madrid (1950).